# Chlumětín
Chlumětín (deutsch Chlumietin) ist eine Gemeinde in Tschechien. Sie liegt acht Kilometer südöstlich von Hlinsko und gehört zum Okres Žďár nad Sázavou.

## Geographie
Chlumětín befindet sich rechtsseitig über dem Tal des Baches Chlumětínský potok im Norden der Saarer Berge am Übergang zum Eisengebirge. Das böhmische Dorf liegt drei Kilometer nördlich der historischen Grenze zu Mähren. Nordöstlich erhebt sich der U Oběšeného (737 m), im Südosten der Peškův vrch (717 m) und westlich der Vojtěchův kopec (673 m). Nordöstlich der Ansiedlung Paseky befindet sich die Hauptquelle der Chrudimka. Im Westen liegt der Teich Krejcar.
Nachbarorte sind Paseky im Norden, Svratouch im Osten, Svratka im Südosten, Herálec im Süden, Kuchyně, Krejcar, Lhoty und Vortová im Südwesten, Rejha und Lány im Westen sowie Kameničky und Filipov im Nordwesten.

## Geschichte
Die erste urkundliche Erwähnung des Dorfes erfolgte 1392 als Smil Flaška von Pardubitz die Herrschaft Richenburg mit den zugehörigen 62 Dörfern an Otto von Bergow und Boček II. von Podiebrad weiterreichte. Eine ältere Erwähnung im Zusammenhang mit der Errichtung der Pfarre in Kameniczka im Jahre 1350 ist nicht sicher. Chlumětín war zwar seit jeher nach Kameniczka gepfarrt, jedoch wird angenommen, dass seit dem 13. Jahrhundert in der Gegend ein weiteres Dorf mit dem Namen Chlumětín bestand. Zusammen mit Lhota (Lhoty), Přerostlé, Blatná (Blatno) und Jeníkov unterstand Chlumětín dem Richter in Reychlowa Kamenicze. 1454 verkaufte Ladislaus Postumus die Herrschaft Richenburg an Jan Pardus von Horka und Vratkov. Später erwarb sie Wilhelm von Waldstein und verlor sie 1547 durch Konfiskation wegen Beteiligung am Ständeaufstand gegen die Habsburger wieder. 1584 bestand das Dorf aus fünf Bauerngütern, die später in Halbhufen aufgeteilt wurden. Im Mittelalter wurde der kurze Lauf des Chlumětínský potok in mehreren großen Teichen aufgestaut. Der letzte erhaltene ist der Krejcar, der früher auch Starý rybník (Alter Teich) genannt wurde. Während des Dreißigjährigen Krieges wurde das Dorf von den Schweden verwüstet. 1677 wurde das bis dahin zu Kameničky gepfarrte Dorf der Kollatur Hlinsko zugeordnet. In der zweiten Hälfte des 18. Jahrhunderts erfolgte die Umpfarrung nach Svratka. 1797 zogen französische Truppen auf dem Wege von Mähren nach Schlesien durch den Ort. Im selben Jahre marschierten noch ungarische und kroatische Heere über Chlumětín nach Polen. 1799 fielen die Moskowiter ein, 1805 folgten die Franzosen und während des österreichisch-preußischen Krieges 1809 die Österreicher. Nach dem Toleranzpatent von 1781 traten zahlreiche Einwohner zur Reformierten Kirche über. 99 Bewohner von Chlumietin schlossen sich 1783 der neu gegründeten Reformierten Gemeinde in Svratouch an. 1819 erhielt Chlumětín eine eigene Schule, zuvor wurde in Svratka unterrichtet. 1823 verkaufte Philipp Graf  Kinsky die Herrschaft Richenburg an Karl Alexander von Thurn und Taxis. 1829 bestand das Dorf aus 58 Häusern. Von den 383 Einwohnern waren 329 Katholiken, 49 Protestanten und fünf Juden. Bis 1841 war Chlumětín auf 65 Häuser angewachsen und hatte 425 Bewohner.
Nach der Aufhebung der Patrimonialherrschaften bildete Chlumětín ab 1850 eine Gemeinde im Bezirk Chrudim. 1880 lebten in der Gemeinde Chlumětín 539 Menschen, dazu gehörten die 46 Einwohner von Krejcar und die 34 von Paseky. In Chlumětín selbst lebten 459 Menschen, dies war auch die höchste Einwohnerzahl in der Geschichte des Ortes. Im 19. Jahrhundert entwickelte sich aus der bisherigen Hausweberei über das Manufakturwesen eine Textilindustrie, die zum Anstieg der Einwohner führte. 1885 gründete sich die Freiwillige Feuerwehr Chlumětín. Im Jahre 1900 hatte die Gemeinde 522 Einwohner. 1930 lebten in dem Dorf 502 Menschen. Nach dem Ende des Zweiten Weltkrieges verließen 139 Einwohner Chlumětín und siedelten in die Sudetengebiete um. 1949 wurde die Gemeinde dem Okres Hlinsko zugeordnet und seit Beginn des Jahres 1961 gehört sie zum Okres Žďár nad Sázavou. 1981 wurde Chlumětín nach Svratka eingemeindet. Seit 1990 besteht die Gemeinde wieder. Seit 2002 führt die Gemeinde ein Wappen. Zum 1. August 2002 hatte Chlumětín 208 Einwohner.

## Gemeindegliederung
Für die Gemeinde Chlumětín sind keine Ortsteile ausgewiesen. Zu Chlumětín gehören die Ansiedlungen Krejcar und Paseky.

## Sehenswürdigkeiten
- Kapelle, erbaut 1881
- Gusseisernes Kreuz, aufgestellt 1887
- Geschützter Spitzahorn, der 25 m hohe Baum am Haus Nr. 37 hat einen Stammumfang von 4,90 m.
- Naturreservat Volákův kopec, westlich des Dorfes am Vojtěchův kopec